# Sardara
Sardara (sardinsky: Sàrdara) je italská obec (comune) v provincii Sud Sardegna v regionu Sardinie. Nachází se ve výšce 163 metrů nad mořem a má přibližně 3 800 obyvatel. Rozloha obce je 56,23 km².